# Friedrich Jacobs (Philologe)

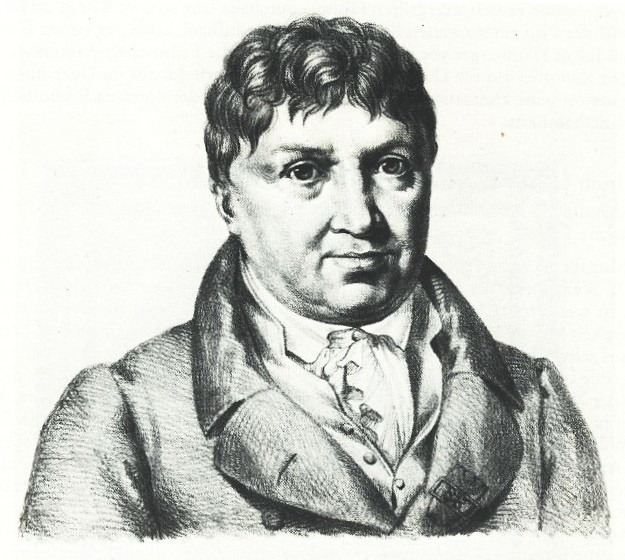
Friedrich Jacobs

Friedrich Christian Wilhelm Jacobs (* 6. Oktober 1764 in Gotha; † 30. März 1847 ebenda) war ein deutscher Klassischer Philologe und Bibliothekar.

## Leben

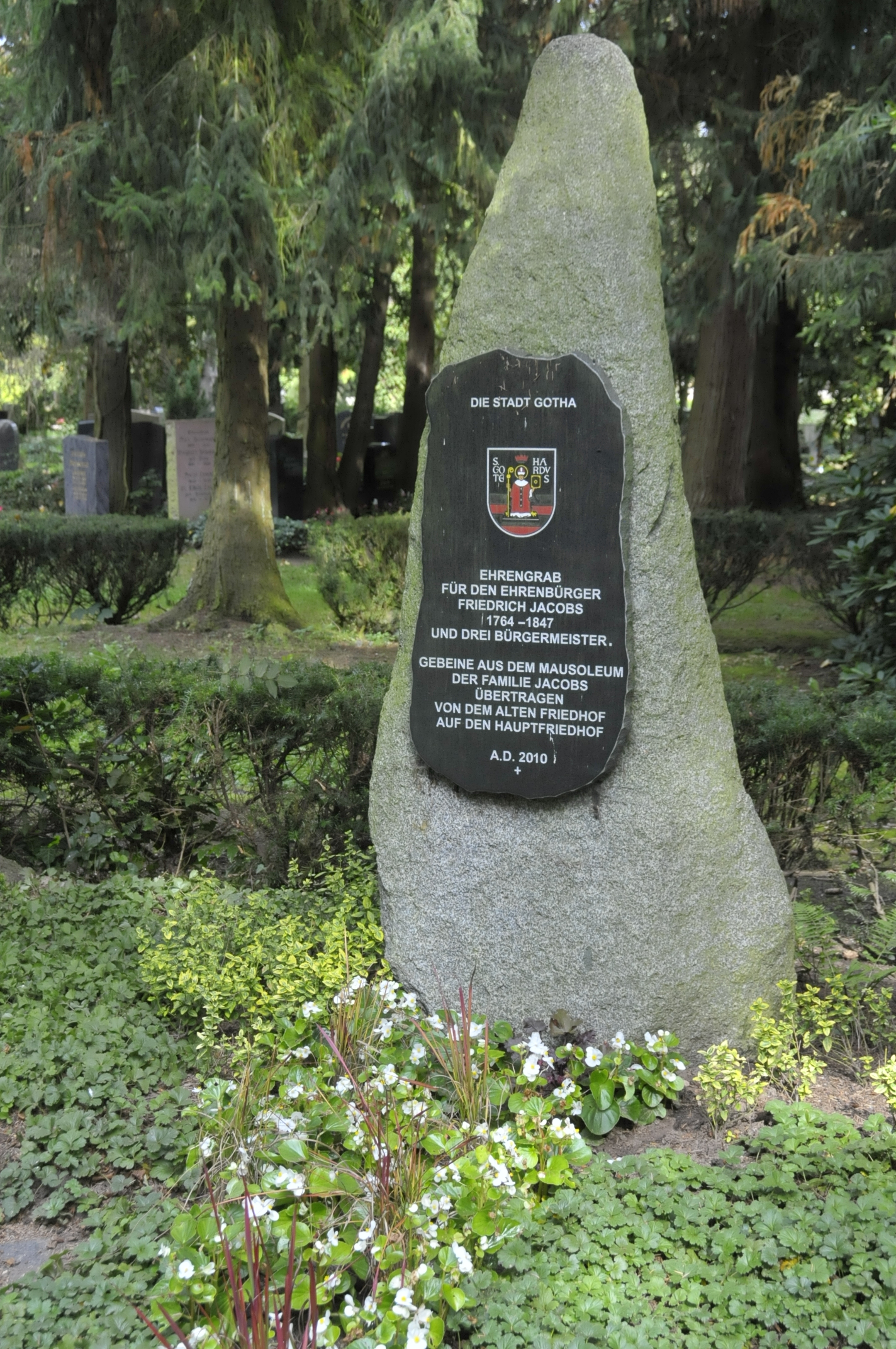
Ehrengrab in Gotha

Der Sohn einer Gothaer Beamtenfamilie besuchte das Gymnasium Illustre und studierte ab 1781 Philologie und Theologie in Jena und Göttingen. 1785 wurde er Lehrer am Gymnasium Illustre in Gotha. Ab 1802 übernahm er zusätzlich eine Stelle an der dortigen öffentlichen Bibliothek. Im Jahr 1807 ging Jacobs nach München, wo er als Lehrer für Alte Literatur am Lyceum und gleichzeitig als Privatlehrer des Kronprinzen Ludwig von Bayern tätig war. In München wurde er zum Hofrat und 1807 zum ordentlichen Mitglied der Philologisch-Historischen Klasse der Bayerischen Akademie der Wissenschaften ernannt.
Nicht zuletzt auf Grund von Anfeindungen, denen er als Lehrer aus dem protestantischen Herzogtum Sachsen-Gotha im katholischen Bayern ausgesetzt war, kehrte er, nachdem er einen Ruf an die neu gegründete Berliner Universität ausgeschlagen hatte, 1810 nach Gotha zurück. Dort wirkte er bis 1841 als Oberbibliothekar und Direktor des Münzkabinetts. Zudem lehrte er am Ernestinum.
Der Bayerischen Akademie blieb er nach seinem Weggang als korrespondierendes Mitglied erhalten. 1811 wurde er zum korrespondierenden Mitglied der Akademie der Wissenschaften zu Göttingen gewählt. 1835 wurde er auswärtiges Mitglied (associé étranger) der Académie des Inscriptions et Belles-Lettres in Paris. In ihrem Gründungsjahr 1846 wurde er zum ordentlichen Mitglied der Königlich Sächsischen Gesellschaft der Wissenschaften gewählt. Seit Dezember 1833 war er Ehrenmitglied der Petersburger Akademie der Wissenschaften.
Neben seinen Katalogarbeiten zur Erschließung der Bibliotheksbestände kümmerte er sich von 1814 bis 1823 um die Aufarbeitung der herzoglichen Privatbibliothek sowie um die Buchbestände im Schloss Friedrichswerth und Schloss Molsdorf.
Jacobs war ein beliebter und erfolgreicher Lehrer und ein produktiver Publizist. Sein Elementarbuch der griechischen Sprache war ein vielfach aufgelegtes und kopiertes Sprachlehrwerk. Seine Übersetzung der politischen Reden von Demosthenes (Staatsreden, nebst der Rede für die Krone des Demosthenes, 1805) veröffentlichte er aus explizit anti-napoleonischen Motiven.
Von besonderer Bedeutung ist allerdings seine Vielzahl an philologischen Editionen, vor allem die von 1798 bis 1814 in 13 Bänden veröffentlichte textkritische Ausgabe der Anthologia graeca und die dazugehörigen Ergänzungen des Codex Palatinus (1813–1817, 3 Bände). Außerdem verfasste er unter anderem Kommentare zu den Werken von Johannes Stobaios, Euripides, Athenaios und zur Iliaca von Johannes Tzetzes.
Jacobs wurde wegen seiner literaturwissenschaftlichen Verdienste im Jahre 1812 Mitglied der Preußischen Akademie der Wissenschaften zu Berlin. 1837 erhielt Jacobs das Ritterkreuz des Sächsisch-Ernestinischen Hausordens.
Sein jüngster Sohn Paul Emil Jacobs (1802–1866) war ein Historien- und Bildnismaler.
Sein Nachlass befindet sich in der Forschungsbibliothek Gotha.
Anlässlich seines 50-jährigen Amtsjubiläums wurde er am 29. August 1835 zum Gothaer Ehrenbürger ernannt. Ein Ehrengrab „für den Ehrenbürger Friedrich Jacobs und drei Bürgermeister“ befindet sich seit 2010 auf dem Hauptfriedhof Gotha (Rondell Grabmal Oberbürgermeister). Ihm zu Ehren wurde die ehemalige Carolinenstraße unterhalb (nördlich) von Schloss Friedenstein im Jahre 1858 nach Jacobs benannt.
Er wohnte im Gebäude des Hauses Nr. 3, dem späteren von Alix Humbert gegründeten Herzogin-Marie-Institut, das bei einem Luftminenangriff im Jahre 1944 zerstört wurde.

## Hauptwerke

### Philologie

#### Werke
- Specimen emendationum in auctores veteres cum Graecos tum Latinos. Ettinger, Gotha 1786. (Digitalisat)
- Animadversiones In Evripidis Tragoedias. Accedvnt Emendationes In Stobaevm, Epistola Critica Ad Nicolavm Schow Virvm Clarissimvm. Ettinger, Gotha 1790. (Digitalisat)
- Emendationes in Epigrammata Anthologiae Graecae. Leipzig 1793
- Exercitationes criticae in scriptores veteres. Dyck, Leipzig 1796/97, 2 Bde. (Band 1: Curae secundae in Euripidis tragoedias; Band 2: Animadversiones criticae in Callistrati statuas et Philostratorum imagines)
- Elementarbuch der griechischen Sprache für Anfänger und Geübtere. 4 Bände. Frommann, Jena 1805. (Digitalisat Band 1), (Band 2), (Band 3), (Band 4)
- Hülfsbuch zum griechischen Elementarbuche. Steinacker, Leipzig 1808. (Digitalisat Teil 1)
- Additamenta Animadversionum In Athenaei Deipnosophistas. Frommann, Jena 1809. (Digitalisat)
- Lectiones Stobaeenses, sive supplementa lectionum ad T. Gaisfordii editionem Florilegii Ethici. Praemissa est epistola ad A Meineke. Frommann, Jena 1827. (Digitalisat)
- Hellas. Berlin 1852 (posthum von Ernst Friedrich Wüstemann herausgegebene Ausarbeitung der 1808 und 1809 dem bayerischen Kronprinzen gehaltenen Vorträge)

#### Editionen
- Iliaca des Johannes Tzetzes (Leipzig 1793)
- Bion von Smyrna und Moschos (Gotha 1795, 8 Bände)
- Anthologia graeca (Leipzig 1794–1814, 13 Bde.; neue Ausgabe Ad fidem Cod. Palatini, Leipzig 1813–1817, 3 Bde.)
- Achilleus Tatios (Leipzig 1821, 2 Bde.)
- Philostratorum imagines et Callistrati statuae (Leipzig 1825, mit Friedrich Gottlieb Welcker)
- Delectus epigrammatum graecorum (Gotha 1826)
- De natura animalium des Claudius Aelianus (Jena 1832, 2 Bde.)

#### Übersetzungen
- Vellejus (Leipzig 1793)
- Atheniensische Briefe (aus dem Englischen, mit Anmerkungen, Leipzig 1799–1800, 2 Bde.)
- Tempe (Auswahl griechischer Epigramme, Leipzig 1803, 2 Bde.)
- Staatsreden, nebst der Rede für die Krone des Demosthenes (Leipzig 1805, 2. Aufl. 1833)
- Longus Hirtengeschichten von Daphnis und Chloe in vier Büchern (Metzler, Stuttgart 1832)
- Heliodor's zehn Bücher Aethiopischer Geschichten (Griechische Prosaiker in neuen Uebersetzungen, Metzler, Stuttgart 1837)
- Beiträge zu den Übersetzungswerken von Osiander und Schwab sowie von Klotz

#### Sonstige Beiträge
- zur Bibliothek der alten Litteratur und Kunst
- zu den als Nachträge zu Johann Georg Sulzers Theorie der schönen Wissenschaften erschienenen Charakteren der vornehmsten Dichter aller Nationen (Leipzig 1793–1803, 7 Bde.)
- zum Neuen attischen Museum, das er mit Christoph Martin Wieland und Johann Jakob Hottinger herausgab (Zürich 1802–1810)
- zu Friedrich August Wolfs Litterarischen Analekten
- Beiträge zur ältern Litteratur oder Merkwürdigkeiten der herzöglichen Bibliothek zu Gotha, mit Friedrich August Ukert (Leipzig 1835–1843, 3 Bde.)
- Autobiographie (verfasst 1836), in: Samuel Friedrich Wilhelm Hoffmann: Lebensbilder berühmter Humanisten. Böhme, Leipzig 1837 (Digitalisat)

### Belletristik
- Auswahl aus den Papieren eines Unbekannten. 3 Bände. Cnobloch, Leipzig 1818–1822. (Digitalisat Band 1), (Band 2), (Band 3)
- Ährenlese aus dem Tagebuch des Pfarrers zu Mainau. 2 Bände. Dyk, Leipzig 1823–1825. (Digitalisat Band 1), (Band 2)
- Schule für Frauen (Leipzig 1827–1829, 7 Bde.)
- Erzählungen (Leipzig 1824–1837, 7 Bde.)
- Schriften für die Jugend (Leipzig 1842–1844, 3 Bde.).

### Ausgaben
- Vermischte Schriften (Gotha und Leipzig 1823–1844, 8 Bde.), darin als 7. Band Jacobs’ Autobiografie unter dem Titel Personalien (2. Aufl. 1848)
- dazu als 9. Band Jacobs’ Briefwechsel mit Franz Göller (hrsg. von Heinrich Düntzer, Gotha und Leipzig 1862)